# AT Микроскопа
AT Микроскопа, AT Microscopii, сокращ. AT Mic — двойная звезда в южном созвездии Микроскоп. Звезда имеет видимую звёздную величину +10.34m и не видна невооружённым глазом. Из измерений параллакса, полученных во время миссии Hipparcos, известно, что звезда удалена примерно на 35±1 св. лет (10,7±0,4 пк) от Земли. Звезда наблюдается южнее 59° с. ш., то есть южнее Абердина (57° с. ш.), Осло (59° с. ш.), Санкт-Петербурга (59° с. ш.). Лучшее время для наблюдения — август. На небе звезда рассоложена к северо-западу от α Микроскопа, к юго-западу от ω Козерога и к востоку от Аскеллы (ζ Стрельца).
Сама звезда движется относительно Солнца медленнее, чем остальные звёзды: её радиальная гелиоцентрическая скорость: +4,0 км/с, что примерно в 2,5 раза меньше скорости, местных звёзд Галактического диска, а также это значит, что звезда удаляется от Солнца.

## История наблюдений
В 1926 году голландско-американский астроном Виллем Лейтен сообщил, что линии в спектре этой звезды претерпевают изменения. На фотопластинке, сделанной 23 июня 1895 г., были видны яркие линии водорода, которые были намного слабее, чем на пластине, снятой 29 июня 1895 г. На фотографии, сделанной 1 июля 1903 г., таких линий не было. Изменение яркости звезды было небольшим, не превышая 0,5m по величине. Лейтен отметил, что звезда имеет большое собственное движение, изменив своё положение на 0,43 секунд дуги между 1899 и 1923 годами.
К 1927 году объект оказался парой звёзд с угловым расстоянием 2,95 ". Было показано, что оба принадлежат к классу «карлик Me-типа», что указывает на то, что они являются красными карликами с эмиссионными линиями в своём спектре. Это была первая обнаруженная пара карликовых звёзд Me-типа. Измерения параллакса для пары звёзд показали ежегодный сдвиг около 0,1 ", в то время как их радиальная скорость составила +4 км/с относительно Солнца. Было показано, что близлежащая звезда HD 197981, позже названная AU Микроскопа, имеет аналогичную радиальную скорость +4,5 км/с. По этой причине было высказано предположение, что все три звезды физически связаны.
После открытия в 1949 г. того, что некоторые типы переменных звёзд характеризуются быстрыми, но кратковременными изменениями яркости, сопровождающимися эмиссионными линиями в их спектре, в 1954 г. чешский астрофизик Зденек Швестка назвал HD 196982 A и B кандидатами во вспыхивающие звезды.
С введением фотометрических инструментов в астрономию переменность звёзд теперь можно отслеживать в течение малых промежутков времени. Измерения HD 196982 в течение 1969 г. показали, что эти звёзды являются наиболее активными вспыхивающими звёздами того времени: в течение 16,31 часа наблюдалось 54 вспышки. Вспышки увеличивали суммарную яркость пары более чем на 0,05m в течение более половины этого периода наблюдения. Также были наблюдения во время которых яркость звезды падала до 12,9m. В 1972 году пара получила обозначение AT Микроскопа (лат. AT Microscopii).

## Свойства двойной системы
AT Микроскопа — двойная звёздная система, в которой компоненты находятся на угловом расстоянии 4,0 ". Оба компонента являются красными карликами и образуют одну из самых молодых в своём роде систем в окрестностях Солнца. Возраст системы AT Микроскопа порядка 12 млн. лет.
AT Микроскопа имеет два главных компонента: первый компонент — A является звездой с видимой звёздной величиной +11.0m и спектрального класса M. Второй компонент — B — является звездой c видимой звёздной величиной +11.1m и также спектрального класса M. Они вращающиеся вокруг друг вокруг друга на расстоянии не менее 2,616 ", что на такой дистанции соответствует большой полуоси порядка 42 а. е. Период обращения звёзд друг вокруг друга составляет, по крайней мере, 141,39 лет, что сравнимо с периодом обращения Нептуна (167,79 лет). Довольно большой эксцентриситет (0.607) то сближает звёзды на расстояние, по крайней мере, 16,5 а. е. (то есть почти на такое расстояние где в Солнечной системе находится Уран, чей радиус орбиты равен 19,22 а. е.), то удаляет на расстояние, по крайней мере, 67,5 а. е. (то есть почти на такое расстояние где в Солнечной системе находится Эрида, чей радиус орбиты равен 67,7 а. е.).
Наклонение орбиты в системе AT Микроскопа очень большое 148,4 °, то есть звёзды вращаются друг вокруг друга, по почти ретроградной орбите, как это видится с Земли. Эпоха периастра, то есть время когда звёзды подойдут на минимальное расстояние друг от друга, будет в 2035 году.
Оба компонента являются вспыхивающими звёздами, что означает, что они являются красноми карликами, которые испытывают случайные мощные вспышки на своей поверхности, которые увеличивают их яркость. Также оба компонента этой системы имеют активные короны, которые демонстрируют изменения светимости типа BY Дракона и являются рентгеновскими излучателями. Средняя скорость появления вспышек для пары составляет 2,8 вспышки в час. Их рентгеновский спектр согласуется с плотностью плазмы около 3×1010 см−3 и напряжённостью магнитного поля не менее 100 Гс в областях вспышек. Ни одна из звёзд не показывает каких-либо признаков лития в своём спектре, видимо, истощив этот элемент в результате термоядерного синтеза в своих ядрах.

### Компонент A
AT Микроскопа A — карлик, спектрального класса M4.5V
e, что указывает на то, что водород в ядре звезды служит ядерным «топливом», то есть звезда находится на главной последовательности. Звезда излучает энергию со своей внешней атмосферы при эффективной температуре около 3150 К, что придаёт ей характерный красный цвет звезды спектрального класса M и делает её источником инфракрасного излучения.
Масса звезды обычна для карлика и составляет: 0,25 {\displaystyle M_{\bigodot }}. Eё радиус на 63 % меньше радиуса Солнца и составляет 0,37 {\displaystyle R_{\bigodot }}. Также звезда тусклее нашего Солнца в 33 раза, её светимость составляет 0,033 {\displaystyle L_{\bigodot }}. Для того чтобы планета, аналогичная нашей Земле, получала примерно столько же энергии, сколько она получает от Солнца, её надо было бы поместить на расстоянии 0,19 а. е., то есть примерно вдвое ближе той орбиты, на которой в Солнечной системе находится Меркурий. Причём с такого расстояния, AT Микроскопа A выглядела бы более чем 2 раза больше нашего Солнца, каким мы его видим с Земли — 1,14° (угловой диаметр нашего Солнца — 0,5°).

### Компонент B
AT Микроскопа B —звезда спектрального класса M4.5Ve. Масса звезды вполне нормальна для красного карлика: 0,25 {\displaystyle M_{\bigodot }}. Eё радиус на 63 % меньше радиуса Солнца и составляет 0,37 {\displaystyle R_{\bigodot }}. Также звезда гораздо тусклее нашего Солнца, её светимость составляет 0,033 {\displaystyle L_{\bigodot }}. Для того чтобы планета, аналогичная нашей Земле, получала примерно столько же энергии, сколько она получает от Солнца, её надо было бы поместить на расстоянии 0,57 а. е., то есть между Меркурием и Венерой в Солнечной системе. Причём с такого расстояния, AT Микроскопа B выглядела бы почти на треть меньше нашего Солнца, каким мы его видим с Земли — 0,34°.

## История изучения кратности звезды
В 1920 году была открыта двойственность звёзд в системе AT Микроскопа AB. Для того чтобы обнаружить взаимное движение потребовалось более 80 лет. Ещё одна двойственность в системе BC, по крайней мере, оптическая, была открыта в 1913 году и звезда «вошла» систему после 1920 года и звезда AT Микроскопа стала считаться троичной. Согласно Вашингтонскому каталогу визуально-двойных звёзд, параметры этих компонентов приведены в таблице:
| Компонент | Год  | Позиционный угол | Угловое расстояние | Видимая звёздная величина 1 компонента | Видимая звёздная величина 2 компонента |
| AB        | 1920 | 225°             | 4.0                | 8.93m                                  | 11.36m                                 |
| AB        | 1999 | 225°             | 4.0                | 8.93m                                  | 11.36m                                 |
| BС        | 1913 | 258°             | 2.8                | 11.36m                                 | 11.49m                                 |
| BС        | 2015 | 146°             | 2.1                | 11.36m                                 | 11.49m                                 |

Обобщая все сведения о звезде, можно сказать, что у звезды есть спутник — AT Микроскопа B и что звёзды движутся вместе в пространстве, то есть звёзды не просто находится на линии прямой видимости, но связаны друг с другом гравитационно. Третий компонент — AT Микроскопа BC, который имеет величину видимую звёздную величину 11,49m и отдалён от основной компоненты на величину— 2,1 " имеет параллакс на 20 % меньший, чем компоненты AT Микроскопа A и B, и, вероятно, просто является звездой переднего плана.
Также, эта пара звёзд физически находится вблизи красной карликовой звезды AU Микроскопа (расстояние между звёздами составляет 1,19 св. лет или 46 400 ± 500 а. е.), что может означать, что они образуют гравитационно связанную звёздную систему. Т. о., все эти три звезды могут сформировать широкую иерархическую тройную систему с парой AT Микроскопа, вращающейся вокруг AU Микроскопа с периодом 10 млн. лет. Дальнейшая судьба системы AU Микроскопа-AT Микроскопа, скорее всего — распад, особенно, если локально будет много субгало тёмной материи: компаньоны будут быстрее оторваны и доказательства существования двойной звёздной системы будут потеряны.
Все три звезды являются кандидатами в члены движущейся группа звёзд Беты Живописца, одной из ближайших ассоциаций звёзд, которые имеют общее движение в пространстве. Эта группа находится на расстоянии в среднем около 100 св. лет (31 пк) от Земли, но разбросана по объёму диаметром примерно 100 св. лет (31 пк). Оценки возраста для этой группы колеблются от 10 до 21 млн лет.

## Ближайшее окружение звезды
Следующие звёздные системы находятся на расстоянии в пределах 20 световых лет от звезды AT Микроскопа (включены только: самая близкая звезда, самые яркие (<6,5m) и примечательные звёзды). Их спектральные классы приведены на фоне цвета этих классов (эти цвета взяты из названий спектральных типов и не соответствуют наблюдаемым цветам звёзд):
| Звезда          | Спектральный класс | Расстояние, св. лет |
| AU Микроскопа   | M0e V              | 1.19                |
| HR 7722         | K0 V               | 6.25                |
| Глизе 783       | K3 V               | 14.00               |
| Дельта Козерога | A6m V              | 14.64               |
| Пси Козерога    | F5 V               | 15.35               |
| TW Южной Рыбы   | K5e V              | 16.48               |
| Фомальгаут      | A3 V               | 16.72               |
| Глизе 754       | M4.5 V-VI          | 17.34               |
| Гамма Павлина   | F8 V               | 18.61               |

Рядом со звездой, на расстоянии 20 световых лет, есть ещё порядка 20 красных, оранжевых карликов и жёлтых карликов спектрального класса G, K и M которые в список не попали.